# Anereuthina renosa
Anereuthina renosa är en fjärilsart som beskrevs av Jacob Hübner 1823. Anereuthina renosa ingår i släktet Anereuthina och familjen nattflyn. Inga underarter finns listade i Catalogue of Life.